# Kienhout

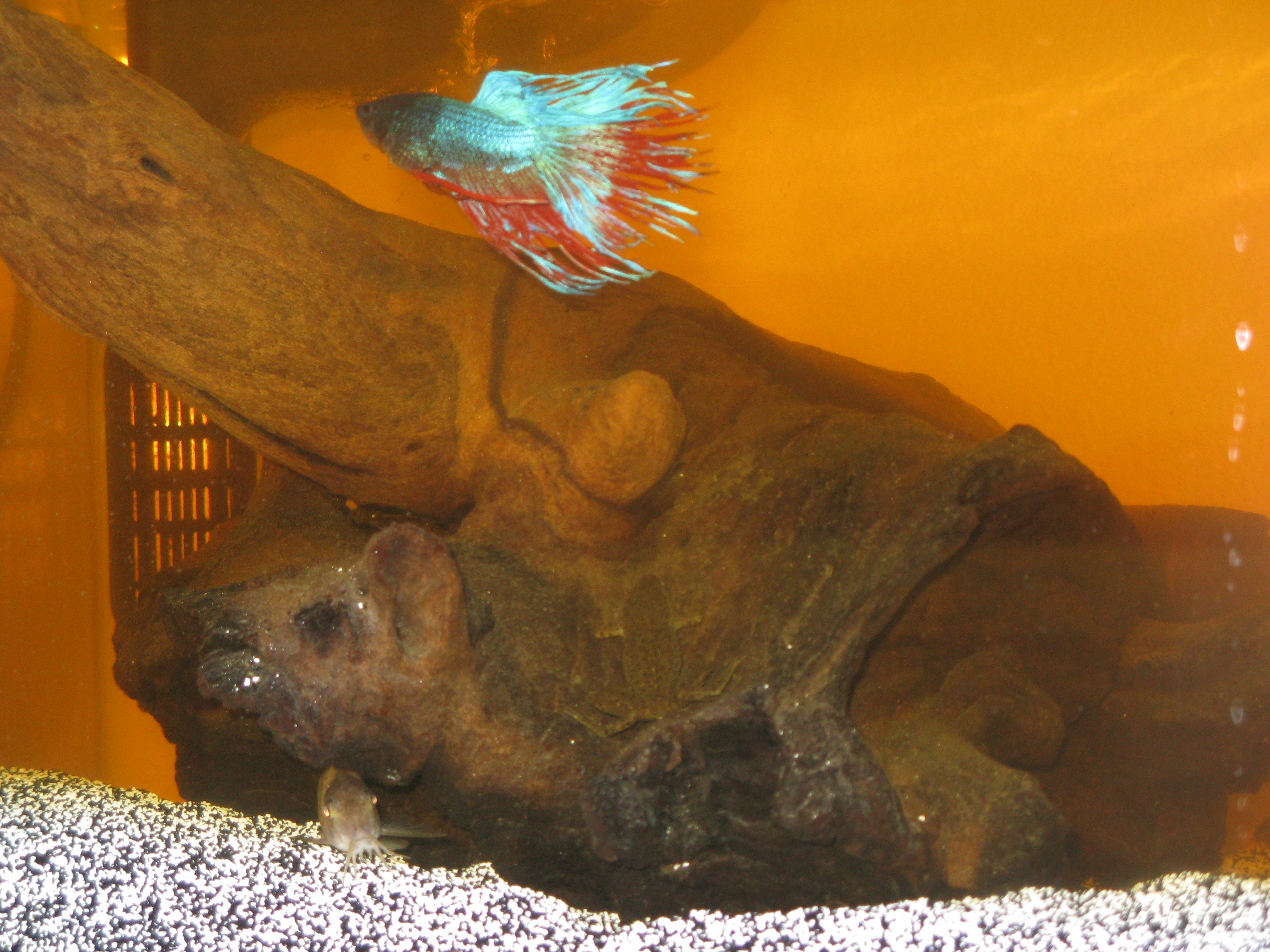
Kienhout in een aquarium

Kienhout, ook wel kienholt of kienstobben genoemd, is half gefossiliseerd hout dat bewaard is gebleven in veenlagen. Het wordt onder andere gebruikt in aquaria en vijvers ter decoratie en als bron van cellulosevoeding voor vissen zoals discusvissen, meervallen en modderkruipers.

## Ontstaan
Kienhout is een overblijfsel van bomen die in de middeleeuwen of eerder groeiden. In het Binnenveld in de Gelderse Vallei bij Wageningen zijn veeneiken gevonden waarvan de laatste jaarring dateert van 4994 en van een andere 5009 jaar voor Christus. Bij Weesp is een veeneik gevonden die in 1048 ontkiemde en in 847 voor Christus doodging.
Afgestorven stammen en stronken daarvan kwamen in het natte veen terecht en zakten daarin steeds dieper weg. Het hout is in de loop der eeuwen onder een vaak metersdikke zure veenlaag komen te liggen waardoor het, van zuurstof afgesneden, goed werd geconserveerd.
In hoogveen vindt men overblijfselen van eik, den, berk en els. In laagveen ontbreekt de den maar zijn ook wilg en es vaak aanwezig. Bij de turfwinning vormde dit materiaal een vaak minder gewenst bijproduct. In de verveningsgebieden werd het echter wel veel als brandstof gebruikt. Een voordeel in vroeger tijden was dat kienhout bij verbranding veel licht geeft. Het hout, dat bij opdelven nat en zacht is, wordt na enige weken hard door droging aan de lucht. Ook als timmerhout kon kienhout goed dienstdoen, indien het onder gunstige condities bewaard was gebleven.

## Gebruik in aquaria
Kienhout is grillig gevormd. Omdat het een hogere massadichtheid heeft dan water blijft het in een aquarium op de bodem liggen. Kienhout is in water tussen 2 en 6 jaar houdbaar.

### Soorten
Kienhout kan aan de hand van de afkomst in een aantal soorten verdeeld worden. Zo is er kienhout van naaldbomen en loofbomen te onderscheiden. Kienhout van eik wordt veeneik genoemd. Uit de tropen wordt mangrovehout en savannehout geïmporteerd. Vooral van mangrovehout is bekend dat het looizuren afgeeft die een bruine kleuring aan het water geven.
Het verzamelen en meenemen van kienhout uit natuurgebieden is in Nederland niet toegestaan.